# Kocioł pod Zasłonistą Turnią

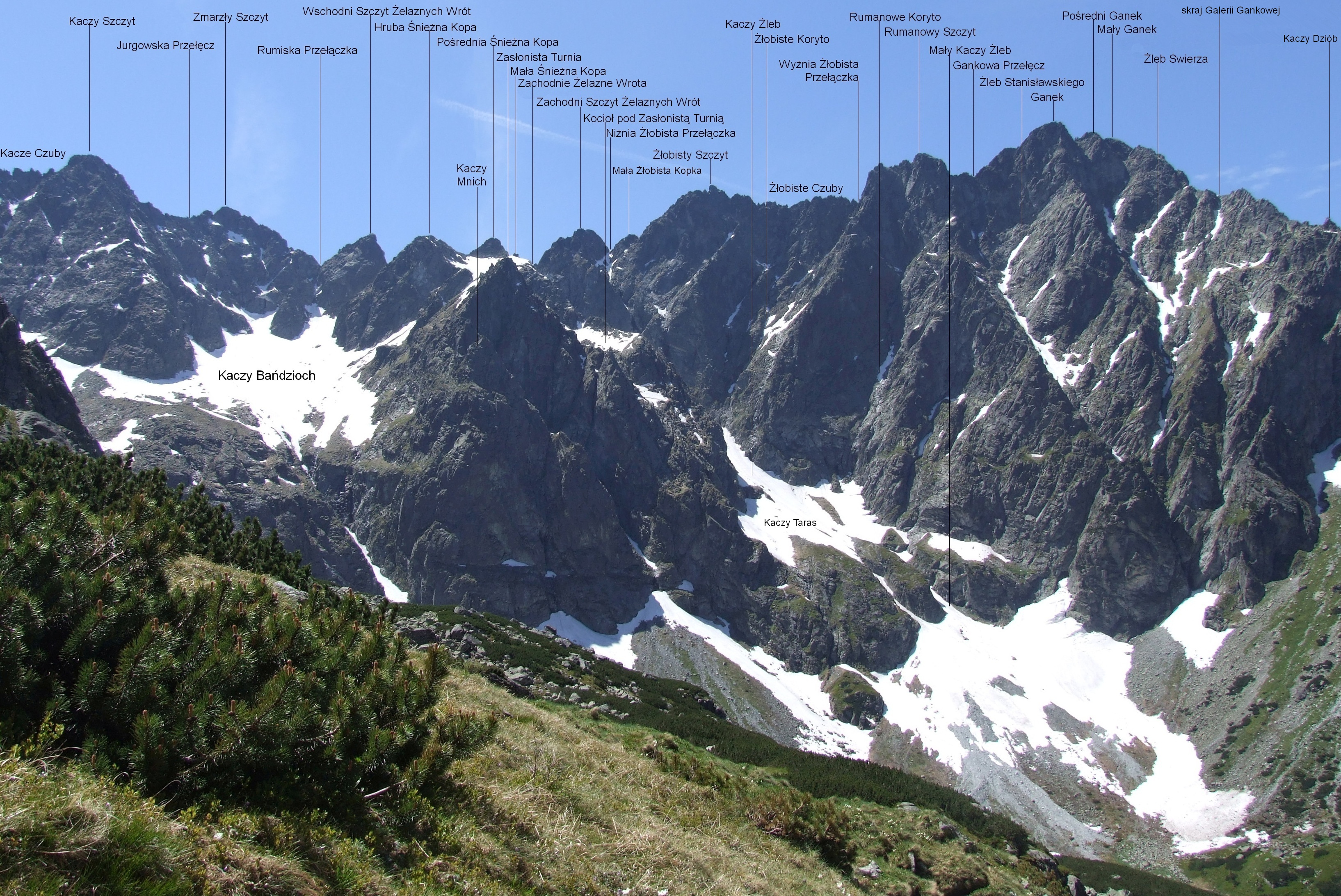
Widok z Doliny Litworowej

Kocioł pod Zasłonistą Turnią (słow. Kotol pod Vežou Železnej brány) – kocioł lodowcowy w Dolinie Kaczej w słowackich Tatrach Wysokich znajdujący się poniżej Snieżnej Galerii. Orograficznie lewe jego ograniczenie tworzy grzęda będąca przedłużeniem północnego żebra Pośredniej Śnieżnej Kopy. Oddziela ona kocioł od Kaczego Żlebu. Ograniczenie prawe ograniczenie tworzy zachodnia ściana Zasłonistej Turni i jej północno-zachodnie żebro. Oddzielają one kocioł od Kaczego Bańdziocha i Depresji Sawickiego. Dolna część tej ściany to wypolereowane przez długo zalegające śniegi wielkie płyty skalne. Na północną stronę, na Kaczy Taras, kocioł opada stromym progiem skalnym. Z racji wysokiego położenia i zacienienia śnieg zalega w kotle zwykle do późnego lata, a często przez cały rok. Gdy podczas wyjątkowo ciepłego lata stopnieje, wówczas w jego górnej części odsłaniają się wypolerowane płyty o deniwelacji około 50 m. Nad nimi wznosi się szara, potrzaskana ściana, powyżej której jest Śnieżna Galeria. Dolna część kotła to typowe dla kotłów lodowcowych piarżysko.
Autorzy słowackich przewodników taternickich podają różne nazwy dla Kotła pod Zasłonistą Turnią. Arno Puškáš podaje nazwę Kotol pod Vežou Železnej brány, Ivan Bohuš zaś Železna kotliná. Ta druga nazwa jest myląca, taką samą bowiem nazwę w języku słowackim nosi Żelazna Kotlina.

## Drogi wspinaczkowe
1. Z Kaczego Żlebu przez Kocioł pod Zasłonistą Turnią dolnym trawersem; II w skali tatrzańskiej,
2. Z Kaczego Żlebu przez Kocioł pod Zasłonistą Turnią górnym trawersem; 0+, miejsca I,
3. Północno-zachodnim żebrem; II[2].